# Sondages sur les élections européennes de 2024
Cette page recense des sondages sur les élections européennes de 2024 en intentions de vote par pays, ainsi qu'en projection de sièges au Parlement européen. Les sondages répertoriés tout au long de l'année 2023 projettent que le groupe du Parti populaire européen (PPE) et l'alliance progressiste des socialistes et démocrates au Parlement européen (S&D) obtiennent le plus grand nombre de sièges. Une fusion hypothétique des groupes d'extrême droite Identité et démocratie (ID) et Conservateurs et réformistes européens (CRE) en ferait l'un des deux plus importants groupes du Parlement européen, même si cette hypothèse n'est pas privilégiée à ce stade.

## Projections en sièges

### Union européenne
| Institut                                                     | Date                     | GUE/NGL | Verts/ALE | S&D | RE  | PPE | CRE | ID | NI | Autres NI |
| ------------------------------------------------------------ | ------------------------ | ------- | --------- | --- | --- | --- | --- | -- | -- | --------- |
| Institut                                                     | Date                     |         |           |     |     |     |     |    |    |           |
| Institut                                                     | Date                     |         |           |     |     |     |     |    |    |           |
| Der Föderalist                                               | 29 Mai 2024              | 37      | 57        | 136 | 81  | 172 | 79  | 66 | 50 | 42        |
| Der Föderalist                                               | 29 Mai 2024              | 40      | 58        | 137 | 85  | 186 | 80  | 78 | 56 |           |
| Europe Elects                                                | 27 Mai 2024              | 39      | 56        | 138 | 86  | 180 | 75  | 68 | 76 | 2         |
| Politico Europe                                              | 27 mai 2024              | 32      | 41        | 145 | 80  | 168 | 75  | 67 | 57 | 55        |
| PolitPro                                                     | 24 mai 2024              | 38      | 43        | 142 | 86  | 167 | 70  | 91 | 46 | 33        |
| Euronews                                                     | 23 mai 2024              | 43      | 54        | 135 | 82  | 181 | 80  | 83 | 62 | –         |
| Cassandra-odds.com                                           | 19 mai 2024              | 40      | 56        | 147 | 91  | 163 | 87  | 91 | 45 | –         |
| election.de                                                  | 23 mai 2024              | 43      | 56        | 139 | 87  | 179 | 83  | 80 | 53 | –         |
| Europe Elects                                                | 28 avril 2024            | 44      | 48        | 140 | 86  | 173 | 86  | 84 | 48 |           |
| Der Föderalist                                               | 26 avril 2024            | 35      | 51        | 132 | 86  | 173 | 81  | 83 | 35 |           |
| Der Föderalist                                               | 26 avril 2024            | 39      | 53        | 134 | 89  | 181 | 86  | 99 | 39 |           |
| EM Analytics                                                 | 22 avril 2024            | 39      | 51        | 139 | 86  | 181 | 86  | 77 | 61 |           |
| Election.de                                                  | 22 avril 2024            | 39      | 52        | 138 | 90  | 173 | 80  | 87 | 61 |           |
| Europe Elects                                                | 16 avril 2024            | 40      | 52        | 139 | 84  | 184 | 82  | 84 | 52 |           |
| Election.de                                                  | 8 avril 2024             | 39      | 55        | 138 | 86  | 176 | 81  | 85 | 60 |           |
| Europe Elects                                                | 28 mars 2024             | 47      | 52        | 135 | 87  | 184 | 81  | 82 | 48 |           |
| Election.de                                                  | 22 mars 2024             | 40      | 54        | 139 | 89  | 176 | 84  | 83 | 55 |           |
| Europe Elects                                                | 18 mars 2024             | 46      | 50        | 135 | 86  | 183 | 84  | 89 | 47 |           |
| Europe Elects                                                | 1 mars 2024              | 45      | 49        | 140 | 82  | 181 | 83  | 92 | 48 |           |
| Ipsos                                                        | 23 février - 5 mars 2024 | 42      | 55        | 136 | 85  | 177 | 76  | 81 | 68 |           |
| Der Föderalist                                               | 8 janvier 2024           | 33      | 45        | 141 | 86  | 169 | 75  | 89 | 82 |           |
| Europe Elects                                                | 30 décembre 2023         | 36      | 49        | 142 | 84  | 179 | 81  | 93 | 56 |           |
| Europe Elects                                                | 30 novembre 2023         | 38      | 52        | 141 | 89  | 175 | 82  | 87 | 56 |           |
| Der Föderalist                                               | 23 novembre 2023         | 43      | 43        | 137 | 90  | 170 | 78  | 76 | 83 |           |
| Europe Elects                                                | 31 octobre 2023          | 45      | 51        | 139 | 92  | 173 | 80  | 76 | 60 |           |
| Europe Elects                                                | 30 septembre 2023        | 43      | 52        | 145 | 90  | 165 | 86  | 74 | 66 |           |
| Der Föderalist                                               | 23 septembre 2023        | 43      | 46        | 147 | 91  | 162 | 77  | 76 | 80 |           |
| Le nombre de sièges dans les projections passe de 705 à 720. |                          |         |           |     |     |     |     |    |    |           |
| Europe Elects                                                | 31 août 2023             | 38      | 52        | 146 | 89  | 160 | 82  | 73 | 65 |           |
| Europe Elects                                                | 31 juillet 2023          | 45      | 49        | 143 | 90  | 157 | 82  | 72 | 67 |           |
| Der Föderalist                                               | 20 juillet 2023          | 41      | 48        | 136 | 94  | 160 | 79  | 70 | 77 |           |
| Europe Elects                                                | 28 juin 2023             | 50      | 48        | 142 | 87  | 161 | 83  | 69 | 65 |           |
| Europe Elects                                                | 31 mai 2023              | 53      | 48        | 144 | 90  | 161 | 82  | 66 | 61 |           |
| Der Föderalist                                               | 23 mai 2023              | 49      | 50        | 137 | 92  | 162 | 79  | 67 | 69 |           |
| Europe Elects                                                | 30 avril 2023            | 51      | 49        | 141 | 89  | 163 | 85  | 64 | 63 |           |
| Der Föderalist                                               | 23 mars 2023             | 44      | 42        | 137 | 94  | 162 | 78  | 68 | 80 |           |
| Der Föderalist                                               | 23 février 2023          | 50      | 42        | 135 | 96  | 168 | 78  | 65 | 71 |           |
| Der Föderalist                                               | 22 décembre 2022         | 51      | 44        | 136 | 93  | 166 | 79  | 64 | 72 |           |
| Der Föderalist                                               | 22 octobre 2022          | 52      | 42        | 127 | 100 | 169 | 79  | 63 | 73 |           |
| Der Föderalist                                               | 22 août 2022             | 52      | 47        | 134 | 98  | 170 | 75  | 63 | 66 |           |
| Der Föderalist                                               | 22 juin 2022             | 54      | 44        | 133 | 101 | 165 | 77  | 64 | 67 |           |
| Résultats                                                    | 26 mai 2019              | 41      | 74        | 154 | 108 | 182 | 62  | 73 | 57 |           |

## Sondages

### Union européenne
Une enquête prévoit que 68 % des électeurs vont voter. Il s'agit d'un score supérieur de 9 points au résultat des élections européennes de 2019. Fin 2023, l'intérêt pour les élections européennes s'accroît alors que les sondages annoncent un glissement sans précédent vers la droite.
| Institut      | Date             | GUE/NGL | Verts/ALE | S&D    | RE     | PPE    | CRE    | ID     | NI    | AUTRES |
| ------------- | ---------------- | ------- | --------- | ------ | ------ | ------ | ------ | ------ | ----- | ------ |
| Institut      | Date             |         |           |        |        |        |        |        |       | AUTRES |
| Institut      | Date             |         |           |        |        |        |        |        |       |        |
| Europe Elects | 28 avril 2024    | 6,3 %   | 7,7 %     | 18,3 % | 10,9 % | 22,9 % | 11,8 % | 11,2 % | 6,6 % | 5,2 %  |
| EM Analytics  | 22 avril 2024    | 7 %     | 7,9 %     | 18,5 % | 10,3 % | 22 %   | 11,1 % | 12,1 % | 6,7 % | 4,6 %  |
| Europe Elects | 16 avril 2024    | 5,9 %   | 7,6 %     | 18 %   | 10,4 % | 24,3 % | 11 %   | 10,9 % | 6,5 % | 5,4 %  |
| Europe Elects | 28 mars 2024     | 7,7 %   | 8,1 %     | 18,4 % | 10,6 % | 23 %   | 11,2 % | 11,2 % | 6 %   | 3,8 %  |
| Europe Elects | 18 mars 2024     | 4,8 %   | 8,1 %     | 18,5 % | 10,4 % | 22,2 % | 11,1 % | 11,6 % | 7,3 % | 6,1 %  |
| Europe Elects | 1er mars 2024    | 5,5 %   | 7,3 %     | 18,9 % | 9,5 %  | 22,6 % | 11,6 % | 11,7 % | 7,4 % | 5,2 %  |
| Europe Elects | 19 février 2024  | 6,7 %   | 7,3 %     | 18,5 % | 9,7 %  | 22,9 % | 11,3 % | 11,4 % | 7,1 % | 5 %    |
| Europe Elects | 1er février 2024 | 6,8 %   | 6,9 %     | 18,4 % | 9,5 %  | 22,6 % | 11,3 % | 12,3 % | 5,9%  | 6,2 %  |
| Europe Elects | 15 janvier 2024  | 5,9 %   | 6,8 %     | 18,3 % | 10,3 % | 23,5 % | 10,9 % | 12,5 % | 6,1 % | 5,5 %  |

### Par pays

#### Allemagne
| Institut          | Date             | Panel | PARTEI | BSW   | Linke  | SPD     | Grünen  | Tiersch. | FDP    | FW     | CDU/CSU | AfD     | Autres |
| ----------------- | ---------------- | ----- | ------ | ----- | ------ | ------- | ------- | -------- | ------ | ------ | ------- | ------- | ------ |
| Institut          | Date             | Panel |        |       |        |         |         |          |        |        |         |         |        |
| Wahlkreisprognose | 29 février 2024  | 1 900 | 1,5 %  | 7,5 % | 2 %    | 12 %    | 16 %    | 2,5 %    | 3 %    | 3,5 %  | 31,5 %  | 16 %    | 4,5 %  |
| Wahlkreisprognose | 18 janvier 2024  | 1 570 | 1,5 %  | 7 %   | 3 %    | 9 %     | 13 %    | 1,5 %    | 4,5 %  | 5 %    | 28 %    | 23 %    | 4,5 %  |
| Wahlkreisprognose | 7 décembre 2023  | 1 440 | 1,5 %  | 7 %   | 3 %    | 10 %    | 12 %    | 2 %      | 3 %    | 2,5 %  | 31 %    | 25 %    | 3 %    |
| INSA              | 31 juillet 2023  | 1 001 | —      | —     | 5 %    | 19 %    | 15 %    | —        | 7 %    | —      | 26 %    | 23 %    | 6 %    |
| Wahlkreisprognose | 14 juillet 2023  | 1 040 | 2 %    | 8,5 % | 2,5 %  | 15 %    | 13,5 %  | 1,5 %    | 3,5 %  | 3 %    | 23 %    | 22 %    | 5,5 %  |
| Wahlkreisprognose | 16 décembre 2022 | 1 100 | 2 %    | —     | 3,5 %  | 21 %    | 21 %    | 2,5 %    | 3,5 %  | 3,5 %  | 22 %    | 18,5 %  | 2,5 %  |
| Wahlkreisprognose | 26 février 2022  | 1 722 | 2,5 %  | —     | 3 %    | 22,5 %  | 19,5 %  | 2 %      | 7,5 %  | 3 %    | 22 %    | 12,5 %  | 5,5 %  |
| Résultats         | 26 mai 2019      | N/A   | 2,40 % | —     | 5,50 % | 15,82 % | 20,53 % | 1,45 %   | 5,42 % | 2,16 % | 28,87 % | 10,98 % | 6,87 % |

#### Belgique
La Belgique organise simultanément ses élections régionales, fédérales et européennes, le 9 juin 2024. Des sondages sont réalisés sur les élections internes qui se tiendront le même jour que les élections européennes.

##### Collège néerlandophone
| Date           | Sondeur | Source   | Échantillon | N-VA   | VB     | CD&V   | Open Vld | Vooruit | Groen | PVDA  | Autres | Écart |
| -------------- | ------- | -------- | ----------- | ------ | ------ | ------ | -------- | ------- | ----- | ----- | ------ | ----- |
| Date           | Sondeur | Source   | Échantillon |        |        |        |          |         |       |       | Autres | Écart |
| 8-13 mars 2024 | Ipsos   | Euronews | ?           | 18,7 % | 23,5 % | 11,5 % | 12,7 %   | 13,8 %  | 9,7 % | 9,3 % | 0,8 %  | 4,8 % |

##### Collège francophone
| Date           | Sondeur | Source   | Échantillon | PS     | MR     | Ecolo  | PTB    | LE     | DéFI  | Autres | Écart |
| -------------- | ------- | -------- | ----------- | ------ | ------ | ------ | ------ | ------ | ----- | ------ | ----- |
| Date           | Sondeur | Source   | Échantillon |        |        |        |        |        |       | Autres | Écart |
| 8-13 mars 2024 | Ipsos   | Euronews | ?           | 26,7 % | 22,8 % | 12,8 % | 19,2 % | 11,0 % | 2,8 % | 4,7 %  | 3,9 % |

#### France
En 2024, d'après les sondages, les Français connaîtraient mal le bilan de la neuvième législature du Parlement européen : seuls 21 % d'entre eux pourraient connaître une mesure phare votée par le Parlement européen lors des cinq années précédentes. 79 % des Français se considèrent mal informés sur les activités du parlement européen.

##### Sondages réalisés après le dépôt des listes
| Institut                                                                                                   | Dates                | Échantillon | LO     | NPA    | PCF    | LFI    | UDMF   | PS - PP | EELV   | ND     | PRG - RPS | EAC    | EP     | ENS     | RES    | LR     | LP     | RN      | REC    | UPR    | PA     | Autres |
| --- | -------------------- | ----------- | ------ | ------ | ------ | ------ | ------ | ------- | ------ | ------ | --------- | ------ | ------ | ------- | ------ | ------ | ------ | ------- | ------ | ------ | ------ | ------ |
| Institut                                                                                                   | Dates                | Échantillon |        |        |        |        |        |         |        |        |           |        |        |         |        |        |        |         |        |        |        |        |
| Résultats                                                                                                  | 9 juin 2024          | 25 470 472  | 0,49 % | 0,15 % | 2,36 % | 9,89 % | 0,06 % | 13,83 % | 5,50 % | 0,05 % | 0,26 %    | 1,28 % | 0,42 % | 14,60 % | 2,35 % | 7,25 % | 0,93 % | 31,37 % | 5,47 % | 1,02 % | 2,00 % | –      |
| Arrêt de publication des sondages en France (7 juin 2024).                                                 |                      |             |        |        |        |        |        |         |        |        |           |        |        |         |        |        |        |         |        |        |        |        |
| Ipsos | 6-7 juin 2024        | 8 923       | 0,5 %  | 0,5 %  | 2,5 %  | 9,5 %  | <0,5 % | 14,5 %  | 5 %    | <0,5 % | 0,5 %     | 1 %    | <0,5 % | 15 %    | 1,5 %  | 7 %    | 1 %    | 32 %    | 5,5 %  | 0,5 %  | 2,5 %  | –      |
| Harris Interactive                                                                                         | 6-7 juin 2024        | 2 356       | 0,5 %  | 0,5 %  | 3 %    | 9,5 %  | 0,5 %  | 13 %    | 5 %    | <0,5 % | 0,5 %     | 1 %    | 0,5 %  | 14 %    | 1,5 %  | 7,5 %  | 1 %    | 32 %    | 5 %    | 0,5 %  | 1,5 %  | –      |
| Cluster 17                                                                                                 | 6-7 juin 2024        | 2 300       | 0,5 %  | <0,5 % | 2 %    | 9 %    | <0,5 % | 13 %    | 5 %    | 0,5 %  | 0,5 %     | 0,5 %  | <0,5 % | 15 %    | 1,5 %  | 7 %    | 1 %    | 31 %    | 5,5 %  | 1 %    | 2,5 %  | –      |
| Elabe | 5-7 juin 2024        | 1 874       | 1 %    | 0,5 %  | 2,5 %  | 9,5 %  | <0,5 % | 14,5 %  | 5,5 %  | <0,5 % | <0,5 %    | 0,5 %  | 0,5 %  | 16 %    | 1,5 %  | 6 %    | 1 %    | 32 %    | 5,5 %  | 1 %    | 2,5 %  | –      |
| Ifop | 4-7 juin 2024        | 2 725       | 0,5 %  | 0,5 %  | 2,5 %  | 9 %    | <0,5 % | 13 %    | 5,5 %  | 0,5 %  | 0,5 %     | 0,5 %  | 0,5 %  | 14,5 %  | 1,5 %  | 7 %    | 1 %    | 33 %    | 6 %    | 1 %    | 2,5 %  | –      |
| Odoxa | 5-6 juin 2024        | 1 808       | 1,5 %  | 0,5 %  | 2 %    | 7 %    | –      | 14 %    | 5 %    | 0,5 %  | –         | –      | 0,5 %  | 15 %    | 2 %    | 7 %    | 1 %    | 32 %    | 6 %    | 1 %    | 3,5 %  | –      |
| Ipsos | 5-6 juin 2024        | 1 738       | 0,5 %  | 0,5 %  | 2,5 %  | 9 %    | <0,5 % | 13,5%   | 6 %    | <0,5 % | 0,5 %     | 1,5 %  | 0,5 %  | 15,5 %  | 1 %    | 7 %    | 1 %    | 32 %    | 5,5 %  | 1 %    | 1,5 %  | –      |
| Harris Interactive                                                                                         | 5-6 juin 2024        | 2 403       | 0,5 %  | 0,5 %  | 3,5 %  | 8,5 %  | <0,5 % | 13 %    | 5,5 %  | <0,5 % | <0,5 %    | 0,5 %  | 0,5 %  | 14,5 %  | 1 %    | 7 %    | 1 %    | 32 %    | 5 %    | 0,5 %  | 1,5 %  | –      |
| OpinionWay                                                                                                 | 4-6 juin 2024        | 2 182       | 1 %    | 1 %    | 2 %    | 8 %    | <1 %   | 14 %    | 5 %    | <1 %   | <1 %      | <1 %   | <1 %   | 15 %    | 1 %    | 6 %    | 1 %    | 33 %    | 6 %    | 1 %    | 3 %    | –      |
| Harris Interactive                                                                                         | 4-5 juin 2024        | 2 502       | 0,5 %  | 0,5 %  | 3 %    | 9 %    | 0,5 %  | 13 %    | 6 %    | 0,5 %  | <0,5 %    | 0,5 %  | <0,5 % | 14 %    | 1,5 %  | 7,5 %  | 0,5 %  | 32 %    | 5 %    | 1 %    | 2 %    | –      |
| OpinionWay                                                                                                 | 4-5 juin 2024        | 963         | <1 %   | 1 %    | 3 %    | 7 %    | <1 %   | 13 %    | 6 %    | <1 %   | <1 %      | <1 %   | <1 %   | 15 %    | 1 %    | 7 %    | 1 %    | 33 %    | 6 %    | 1 %    | 2 %    | –      |
| BVA | 3-5 juin 2024        | 1 398       | 1 %    | 0,5 %  | 2,5 %  | 7,5 %  | 0 %    | 14 %    | 5,5 %  | 0,5 %  | 0,5 %     | 1 %    | <0,5 % | 16 %    | 1 %    | 6,5 %  | 0,5 %  | 33 %    | 5 %    | 1,5 %  | 2,5 %  | –      |
| YouGov | 31 mai - 5 juin 2024 | 1 035       | 0,57 % | 0,06 % | 2,91 % | 6,38 % | 1,23 % | 11,55 % | 4,42 % | 0,50 % | 1,18 %    | 0,79 % | 0,31 % | 15,27 % | 1,04 % | 5,96 % | 1,48 % | 32,34 % | 5,12 % | 1,23 % | 3,20 % | –      |
| Harris Interactive                                                                                         | 3-4 juin 2024        | 2 520       | 0,5 %  | 0,5 %  | 3 %    | 9 %    | 0,5 %  | 13 %    | 6 %    | <0,5 % | <0,5 %    | <0,5 % | <0,5 % | 14 %    | 1 %    | 7,5 %  | 1 %    | 32 %    | 5 %    | 1 %    | 1,5 %  | –      |
| Ifop | 31 mai - 4 juin 2024 | 2 734       | 0,5 %  | 0,5 %  | 2,5 %  | 7,5 %  | <0,5 % | 14 %    | 5,5 %  | 0,5 %  | <0,5 %    | 0,5 %  | 0,5 %  | 15 %    | 1 %    | 7 %    | 1 %    | 33 %    | 6 %    | 1 %    | 2 %    | –      |
| Harris Interactive                                                                                         | 2-3 juin 2024        | 2 445       | 0,5 %  | 0,5 %  | 3 %    | 9 %    | <0,5 % | 13 %    | 6 %    | <0,5 % | <0,5 %    | 0,5 %  | 0,5 %  | 14,5 %  | 1 %    | 7,5 %  | 1 %    | 32 %    | 5 %    | 1 %    | 1,5 %  | –      |
| Harris Interactive                                                                                         | 30-31 mai 2024       | 2 519       | 0,5 %  | 0,5 %  | 3 %    | 8,5 %  | 0,5 %  | 13,5 %  | 5,5 %  | <0,5 % | <0,5 %    | 0,5 %  | 0,5 %  | 14,5 %  | 1 %    | 7 %    | 1 %    | 32 %    | 5,5 %  | 1 %    | 2 %    | –      |
| Elabe | 29-31 mai 2024       | 1 803       | 1 %    | 0,5 %  | 3 %    | 8,5 %  | 0 %    | 13 %    | 7 %    | 0 %    | 0,5 %     | 0,5 %  | 0,5 %  | 16 %    | 1 %    | 6,5 %  | 1 %    | 32,5 %  | 5 %    | 1 %    | 2 %    | –      |
| Ifop | 28-31 mai 2024       | 2 713       | 0,5 %  | 0,5 %  | 3 %    | 7 %    | <0,5 % | 14 %    | 6,5 %  | <0,5 % | <0,5 %    | 0,5 %  | <0,5 % | 15,5 %  | 1 %    | 7 %    | 0,5 %  | 33,5 %  | 6,5 %  | 0,5 %  | 2 %    | –      |
| Ipsos | 27-30 mai 2024       | 11 430      | 0,5 %  | 0,5 %  | 2 %    | 8 %    | <0,5 % | 14,5 %  | 6 %    | 0,5 %  | 0,5 %     | 0,5 %  | 0,5 %  | 16 %    | 1 %    | 7 %    | 1 %    | 33 %    | 5 %    | 1 %    | 1,5 %  | –      |
| Harris Interactive                                                                                         | 29-30 mai 2024       | 2 530       | 0,5 %  | 0,5 %  | 3 %    | 8 %    | <0,5 % | 13,5 %  | 5,5 %  | <0,5 % | <0,5 %    | 0,5 %  | 0,5 %  | 14,5 %  | 1 %    | 7 %    | 1 %    | 33 %    | 5,5 %  | 1 %    | 1,5 %  | –      |
| OpinionWay                                                                                                 | 28-30 mai 2024       | 2 149       | 1 %    | 2 %    | 2 %    | 6 %    | <1 %   | 14 %    | 5 %    | <1 %   | <1 %      | <1 %   | <1 %   | 15 %    | 1 %    | 7 %    | 1 %    | 33 %    | 6 %    | 1 %    | 2 %    | –      |
| Cluster 17                                                                                                 | 28-30 mai 2024       | 1 799       | 1 %    | 0,5 %  | 2 %    | 8 %    | <0,5 % | 13,5 %  | 5 %    | 0,5 %  | 0,5 %     | 0,5 %  | <0,5 % | 15,5 %  | 1,5 %  | 7 %    | 1,5 %  | 30 %    | 6 %    | 1,5 %  | 2,5 %  | –      |
| OpinionWay                                                                                                 | 28-29 mai 2024       | 1 008       | 1 %    | 3 %    | 2 %    | 6 %    | <1 %   | 14 %    | 5 %    | <1 %   | <1 %      | <1 %   | <1 %   | 15 %    | <1 %   | 7 %    | 1 %    | 32 %    | 7 %    | 1 %    | 2 %    | 3 %    |
| Harris Interactive                                                                                         | 28-29 mai 2024       | 2 283       | 0,5 %  | 0,5 %  | 3 %    | 8 %    | 0,5 %  | 14 %    | 5,5 %  | 0,5 %  | 0,5 %     | 0,5 %  | 0,5 %  | 14,5 %  | 1 %    | 7 %    | 1 %    | 32,5 %  | 5 %    | 1 %    | 1 %    | –      |
| Harris Interactive                                                                                         | 27-28 mai 2024       | 2 283       | 0,5 %  | 0,5 %  | 3 %    | 8,5 %  | <0,5 % | 14 %    | 5 %    | 0,5 %  | 0,5 %     | 0,5 %  | 0,5 %  | 15 %    | 1 %    | 7,5 %  | 1 %    | 32 %    | 5 %    | 0,5 %  | 1 %    | –      |
| Ifop | 24-28 mai 2024       | 1 809       | 0,5 %  | <0,5 % | 2,5 %  | 7,5 %  | 0,5 %  | 14 %    | 6 %    | <0,5 % | 0,5 %     | 0,5 %  | <0,5 % | 15,5 %  | 1 %    | 7 %    | 1 %    | 34 %    | 6 %    | 1 %    | 1,5 %  | –      |
| Harris Interactive                                                                                         | 24-27 mai 2024       | 2 347       | 0,5 %  | 0,5 %  | 3 %    | 8,5 %  | 0,5 %  | 14 %    | 5 %    | 0,5 %  | 0,5 %     | 0,5 %  | 0,5 %  | 14,5 %  | 1 %    | 7 %    | 1 %    | 32 %    | 5 %    | 1 %    | 1 %    | –      |
| Elabe | 24-25 mai 2024       | 1 804       | 1 %    | 0 %    | 2 %    | 8 %    | 0 %    | 13 %    | 6 %    | 0 %    | 0 %       | 1 %    | 0,5 %  | 15,5 %  | 1,5 %  | 7 %    | 0,5 %  | 33 %    | 5,5 %  | 1 %    | 2 %    | –      |
| Odoxa | 23-24 mai 2024       | 991         | 2 %    | 1 %    | 2,5 %  | 7 %    | <0,5 % | 13,5 %  | 6 %    | <0,5 % | <0,5 %    | 0,5 %  | <0,5 % | 15 %    | 1 %    | 7 %    | 1,5 %  | 34 %    | 4 %    | 0,5 %  | 1,5 %  | –      |
| Ifop | 21-24 mai 2024       | 1 362       | 0,5 %  | 0,5 %  | 2 %    | 7,5 %  | <0,5 % | 14,5 %  | 5 %    | <0,5 % | <0,5 %    | 0,5 %  | 0,5 %  | 16 %    | 1 %    | 7,5 %  | 1,5 %  | 33 %    | 6,5 %  | 0,5 %  | 1,5 %  | –      |
| OpinionWay                                                                                                 | 21-24 mai 2024       | 2 024       | 2 %    | 2 %    | 2 %    | 7 %    | <1 %   | 13 %    | 5 %    | <1 %   | <1 %      | <1 %   | <1 %   | 16 %    | <1 %   | 8 %    | 1 %    | 32 %    | 7 %    | <1 %   | 1 %    | –      |
| Cluster 17                                                                                                 | 21-22 mai 2024       | 1 667       | 1 %    | 0,5 %  | 2 %    | 8 %    | –      | 14 %    | 5 %    | 0,5 %  | 1 %       | 0,5 %  | 0,5 %  | 16 %    | 1,5 %  | 6,5 %  | 1,5 %  | 29 %    | 6 %    | 1,5 %  | 2 %    | 3 %    |
| OpinionWay                                                                                                 | 21-22 mai 2024       | 1 021       | 1 %    | 2 %    | 2 %    | 7 %    | <1 %   | 13 %    | 5 %    | <1 %   | <1 %      | <1 %   | <1 %   | 16 %    | 1 %    | 8 %    | 1 %    | 32 %    | 7 %    | 1 %    | 1 %    | –      |
| Viavoice                                                                                                   | 20-21 mai 2024       | 2 000       | 0,5 %  | 0,5 %  | 1 %    | 6,5 %  | 0,5 %  | 14 %    | 7 %    | <0,5 % | <0,5 %    | 1 %    | –      | 17 %    | 1,5 %  | 6,5 %  | 1 %    | 32 %    | 6 %    | 1 %    | 1,5 %  | 2 %    |
| Ifop | 19-21 mai 2024       | 1 344       | 1 %    | <0,5 % | 2 %    | 7,5 %  | <0,5 % | 15 %    | 5,5 %  | 0,5 %  | 0,5 %     | 0,5 %  | 0,5 %  | 16,5 %  | 1 %    | 7,5 %  | 1 %    | 32 %    | 6 %    | 1 %    | 1,5 %  | 0,5 %  |
| Le Journal Officiel publie les 38 listes candidates à l'élection des représentants au Parlement européen,. |                      |             |        |        |        |        |        |         |        |        |           |        |        |         |        |        |        |         |        |        |        |        |

#### Hongrie
|                 |                    |       |        |         |        |        |        |         |        |        |        |  |  |  |  |  |
| Nézőpont        | 26-28 février 2024 | 1 000 | 2 %    | 14 %    | 2 %    | 7 %    | 2 %    | 47 %    | 8 %    | 8 %    | 10 %   |  |  |  |  |  |
| Nézőpont        | 15-17 mai 2023     | 1 000 | 2 %    | 16 %    | 3 %    | 9 %    | 5 %    | 51 %    | 6 %    | 3 %    | 5 %    |  |  |  |  |  |
| Závecz Research | 1-5 mai 2023       | 1 000 | 6 %    | 19 %    | 4 %    | 8 %    | 6 %    | 46 %    | 7 %    | 3 %    | 2 %    |  |  |  |  |  |
| Nézőpont        | 2-4 janvier 2023   | 1 000 | 2 %    | 14 %    | 3 %    | 6 %    | 2 %    | 56 %    | 6 %    | 4 %    | 7 %    |  |  |  |  |  |
|                 |                    |       |        |         |        |        |        |         |        |        |        |  |  |  |  |  |
| Résultats       | 26 mai 2019        | N/A   | 6,61 % | 16,05 % | 2,18 % | 9,93 % | 6,34 % | 52,56 % | 3,29 % | 2,62 % | 0,42 % |  |  |  |  |  |

### Note
1. 1 2  Les listes FL, CC et LDF, PRC, DR, ANC, PT, RS, É, DLE, NCF, LN, RL, RC, EDE, DNM, PP, PACE et PD ont été testées à moins de 0,5 %
2. 1 2 3 4  Les listes FL, PRC, DR, ANC, PT, RS, É, DLE, NCF, LN, RL, RC, EDE, CC DNM, PP, PACE, PD et LDF ont été testées à moins de 0,5 %
3. ↑  La liste FL a été testée à 0,5 % ; les listes PRC, DNM, PACE, ANC, DR, PT, RS, PD, NCF, LN, É, PP, DLE, RL, RC, EDE et CC ont été testées à moins de 0,5 %
4. ↑  La liste PRC a été testée à 1 %, la liste PT a été testée à 0,5 %
5. ↑  Les listes PRC, PT et LDF ont été testées à 0,5 % ; les listes DR, ANC, RS, É, NCF, LN, RL, FL, DLE, RC, EDE, DNM, PP, CC, PACE et PD ont été testées à moins de 0,5 %
6. 1 2 3 4  Les listes PRC, DR, PT, ANC, RS, PACE, É, PD, NCF, LN, FL, RL, RC, PP, EDE, DLE, CC, DNM et LDF ont été testées à moins de 1 %
7. ↑  Les listes PT, PACE, FL, DLE et LDF ont été testées à 0,5 % ; les listes PRC, DR, ANC, RS, É, NCF, LN, RL, RC, EDE, DNM, PP, CC et PD ont été testées à moins de 0,5 %
8. ↑  Les listes PT et RS ont été testées à 0,5 % ; les listes PRC, ANC, É, NCF, LDF, DNM, PP, CC et PD ont été testées à moins de 0,5 % ; les listes DR, EDE, RC, PACE, FL, LN, RL et DLE ont été testées à 0 %
9. ↑  PT : 0,54 % ; PD : 0,50 % ; PRC : 0,49 % ; PP : 0,45 % ; ANC : 0,35 % ; RS : 0,31 % ; É : 0,27 % ; NCF : 0,26 % ; PACE : 0,26 % ; DLE : 0,22 % ; DNM : 0,21 % ; RL : 0,18 % ; CC : 0,18 % ; FL : 0,13 % ; EDE : 0,12 % ; DR : 0,09 % ; Les listes LN, RC et LDF ont été testées à 0 %
10. ↑  Les listes FL, CC et LDF ont été testées à 0,5 % ; les listes PRC, DR, ANC, PT, RS, É, DLE, NCF, LN, RL, RC, EDE, DNM, PP, PACE et PD ont été testées à moins de 0,5 %
11. ↑  Les listes RS, PP et DLE ont été testées à 0,5 % ; les listes PRC, DNM, PACE, ANC, DR, PT, PD, NCF, LN, FL, É, RL, RC, EDE et CC ont été testées à moins de 0,5 %
12. ↑  Les listes PT et RS ont été testées à 0,5 % ; les listes PRC, DR, ANC, PACE, É, PD, NCF, LN, FL, RL, RC, PP, EDE, CC, DNM, DLE et LDF ont été testées à moins de 0,5 %
13. ↑  La liste FL a été testée à 0,5 % ; les listes PRC, DR, ANC, PT, RS, É, DLE, NCF, LN, RL, RC, EDE, CC DNM, PP, PACE, PD et LDF ont été testées à 0 %
14. ↑  Les listes PRC, É et FL ont été testées à 0,5 % ; les listes DNM, PACE, ANC, DR, PT, RS, PD, DLE, NCF, LN, RL, RC, EDE, PP et CC ont été testées à moins de 0,5 %
15. ↑  Les listes PT, RS, PRC, DR, ANC, PACE, É, PD, NCF, LN, FL, RL, RC, PP, EDE, CC, DNM, DLE et LDF ont été testées à moins de 0,5 %
16. ↑  Les listes PRC, FL, et DLE ont été testées à 0,5 % ; les listes PT, DR, ANC, RS, PACE, É, PD, NCF, LN, RL, RC, PP, EDE, CC, DNM et LDF ont été testées à moins de 0,5 %
17. ↑  La liste PACE a été testée à 0,5 % ; les listes PT, PRC, DR, ANC, RS, É, PD, NCF, LN, FL, RL, RC, PP, EDE, CC, DNM, DLE et LDF ont été testées à moins de 0,5 %
18. ↑  Les listes PT, RS, PACE et DLE ont été testées à 0,5 % ; les listes PRC, DR, ANC, É, PD, NCF, LN, FL, RL, RC, PP, EDE, CC, DNM et LDF ont été testées à moins de 0,5 %
19. 1 2  Les listes PRC, DR, PT, ANC, RS, PACE, É, PD, NCF, LN, FL, RL, RC, PP, EDE, DLE, CC, DNM et LDF ont été testées à moins de 0,5 %
20. ↑  Les listes PP, ANC, et RS ont été testées à 0,5 % ; les listes DNM, PACE, PRC, DR, PT, É, PD, FL, DLE, NCF, LN, RL, RC, EDE, et CC ont été testées à moins de 0,5 %
21. ↑  Les listes DNM, PP, PACE, PD, et PT ont été testées à 0,5 % ; les listes PRC, DR, ANC, RS, É, FL, DLE, NCF, LN, RL, RC, EDE, CC et LDF ont été testées à 0 %
22. ↑  La liste PRC a été testée à 1 %, les listes PT, PD, DLE et RL ont été testées à 0,5 % ; les listes DNM, PACE, PP, ANC, DR, RS, É, , FL, NCF, LN, RC, EDE, et CC ont été testées à moins de 0,5 %
23. ↑  Les listes DNM, PP, PACE, ANC, et PT ont été testées à 0,5 % ; les listes PRC, DR, RS, É, PD, FL, DLE, NCF, LN, RL, RC, EDE, et CC ont été testées à moins de 0,5 %
24. 1 2  Les listes PRC, DR, PT, ANC, RS, PACE, É, PD, NCF, LN, FL, RL, RC, PP, EDE, DLE, CC et DNM ont été testées à moins de 1 %
25. ↑  dont UDMF (0,5 %)
26. ↑  avec la liste PS
27. ↑  EELV : 13,48 % ; LFI : 6,31 % ; PS-PP : 6,19 % ; G·s : 3,27 % ; PCF : 2,49 %